# Вудсток (Алабама)
Вудсток (енгл. Woodstock), раније Норт Биб (енгл. North Bibb) град је у америчкој савезној држави Алабама. По попису становништва из 2010. у њему је живело 1.428 становника. Град се до октобра 2000. звао „Норт Биб“. Становници су на референдуму у августу 2000. прихватили ново име „Вудсток“, а град је званично преименован 1. октобра 2000.

## Демографија
Према попису становништва из 2010. у граду је живело 1.428 становника.
| Група             | 2000.       | 2010.         |
| Белци             | 967 (98,1%) | 1.333 (93,3%) |
| Афроамериканци    | 0 (0,0%)    | 48 (3,4%)     |
| Азијати           | 0 (0,0%)    | 1 (0,1%)      |
| Хиспаноамериканци | 3 (0,3%)    | 30 (2,1%)     |
| Укупно            | 986         | 1.428         |